# Clypeasterina
Sous-ordre
Les Clypeasterina forment un sous-ordre d'oursins de l'ordre des Clypéastéroïdes (Clypeasteroida), dont la seule famille existante à l'heure actuelle est celle des Clypeasteridae.

## Description et caractéristiques
Ce sont des oursins irréguliers, qui ont perdu leur forme ronde et leur symétrie radiaire caractéristique au cours de l'évolution : la forme est devenue plate et ovoïdale, allongé dans le sens antéro-postérieur, et l'anus a migré vers un côté du corps pour former un « arrière », opposé à un « avant ».
L'intérieur est renforcé par des cloisons concentriques, éventuellement assistés de piliers. Chaque ambulacre porte une paire de sphaeridia enfoncés profondément. Quand ils sont bien développés, les pétales ambulacraires consistent en des alternances de plaques primaires et de demi-plaques. La bouche est entourée de cinq éléments ambulacraires, qui servent à filtrer la nourriture. Les plaques interambulacraires de la face aborale sont toujours disjointes.

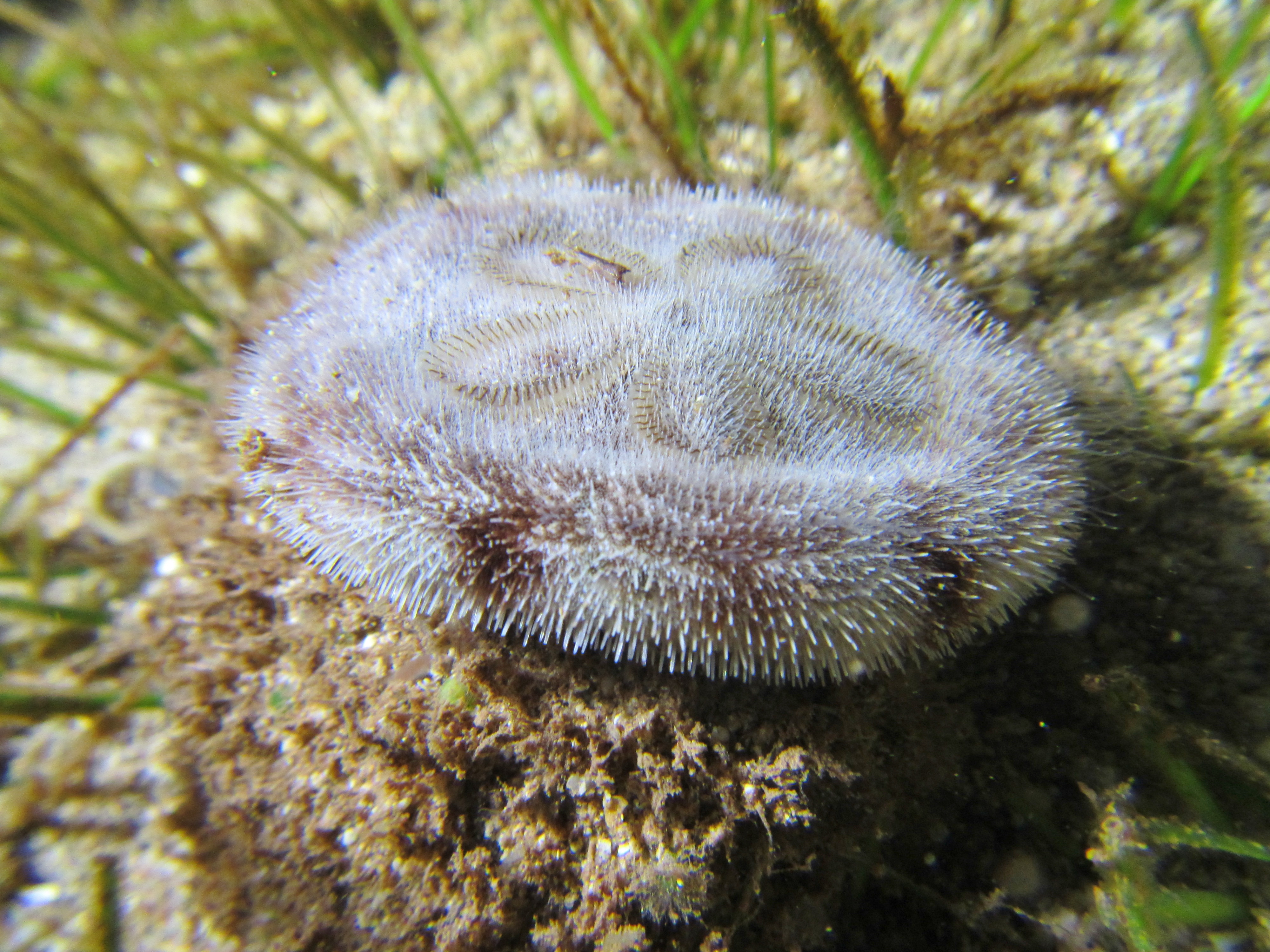
Clypeaster reticulatus vivant, de profil (à Mayotte).
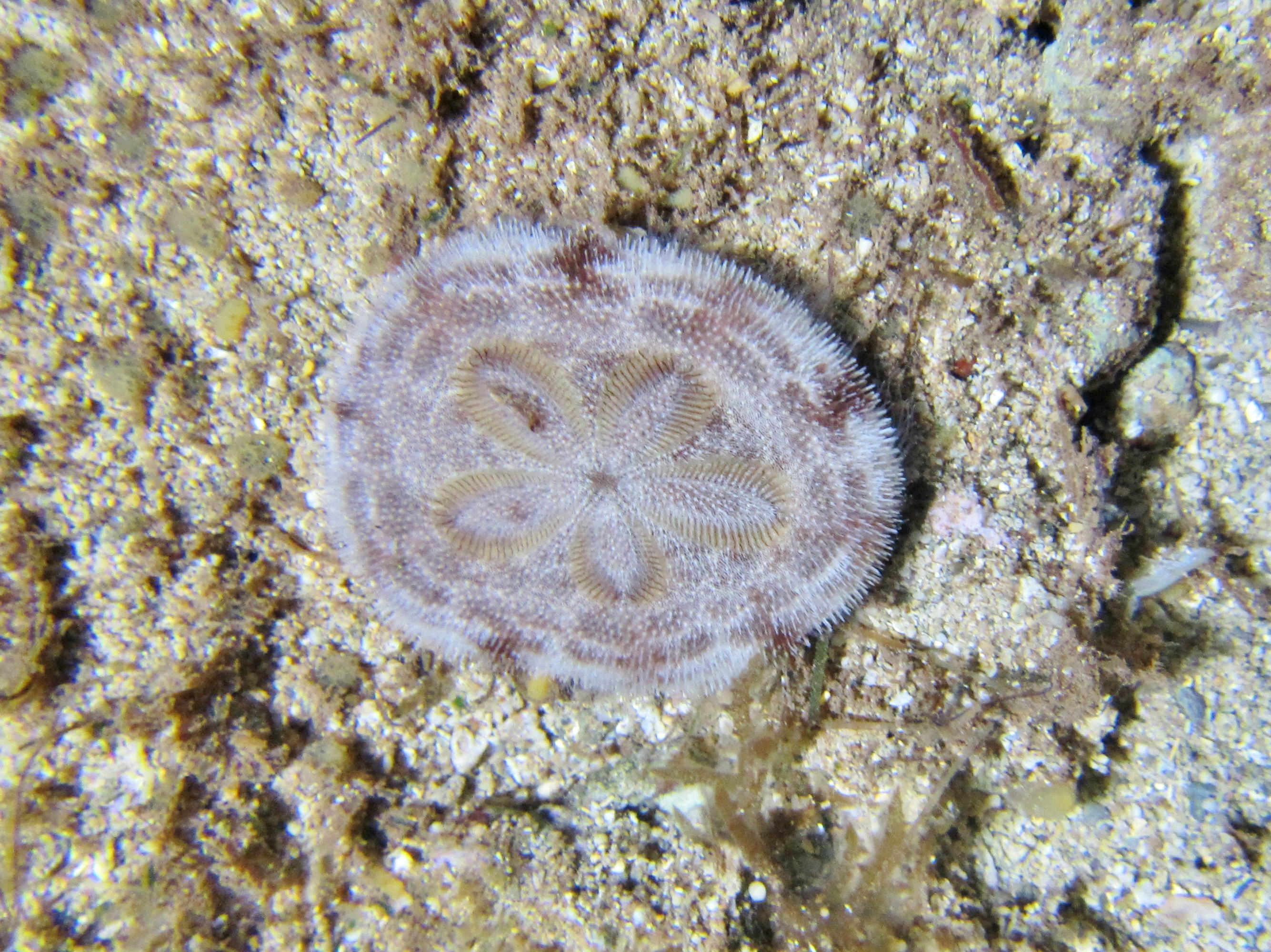
idem, du dessus.

## Liste des genres
Selon World Register of Marine Species (16 octobre 2013) :
- Famille Clypeasteridae L. Agassiz, 1835
  - Sous-famille Ammotrophinae (Durham, 1955)
    - genre Ammotrophus (H.L. Clark, 1928)
    - genre Monostychia (Laube, 1869) †

  - Sous-famille Arachnoidinae (Duncan, 1889)
    - genre Arachnoides (Leske, 1778)
    - genre Fellaster (Durham, 1955)
    - genre Clypeaster (Lamarck, 1801)

  - Sous-famille Clypeasterinae (L. Agassiz, 1835)
- Famille fossile Fossulasteridae Philip & Foster, 1971 †
- Famille fossile Scutellinoididae Irwin, 1995 †

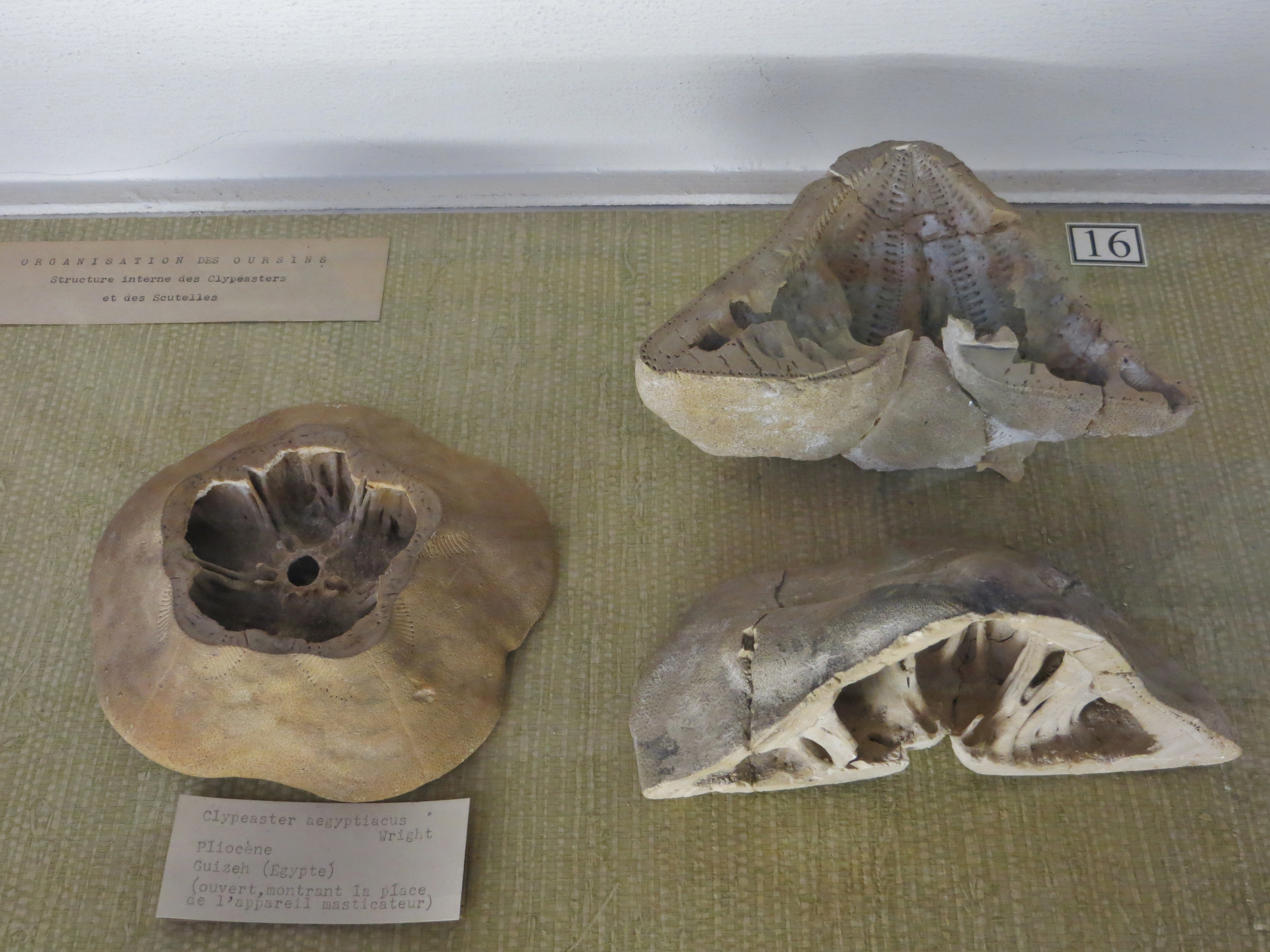
Différentes coupes de Clypeaster aegypticus, montrant les cloisons et piliers qui assurent la solidité du test.
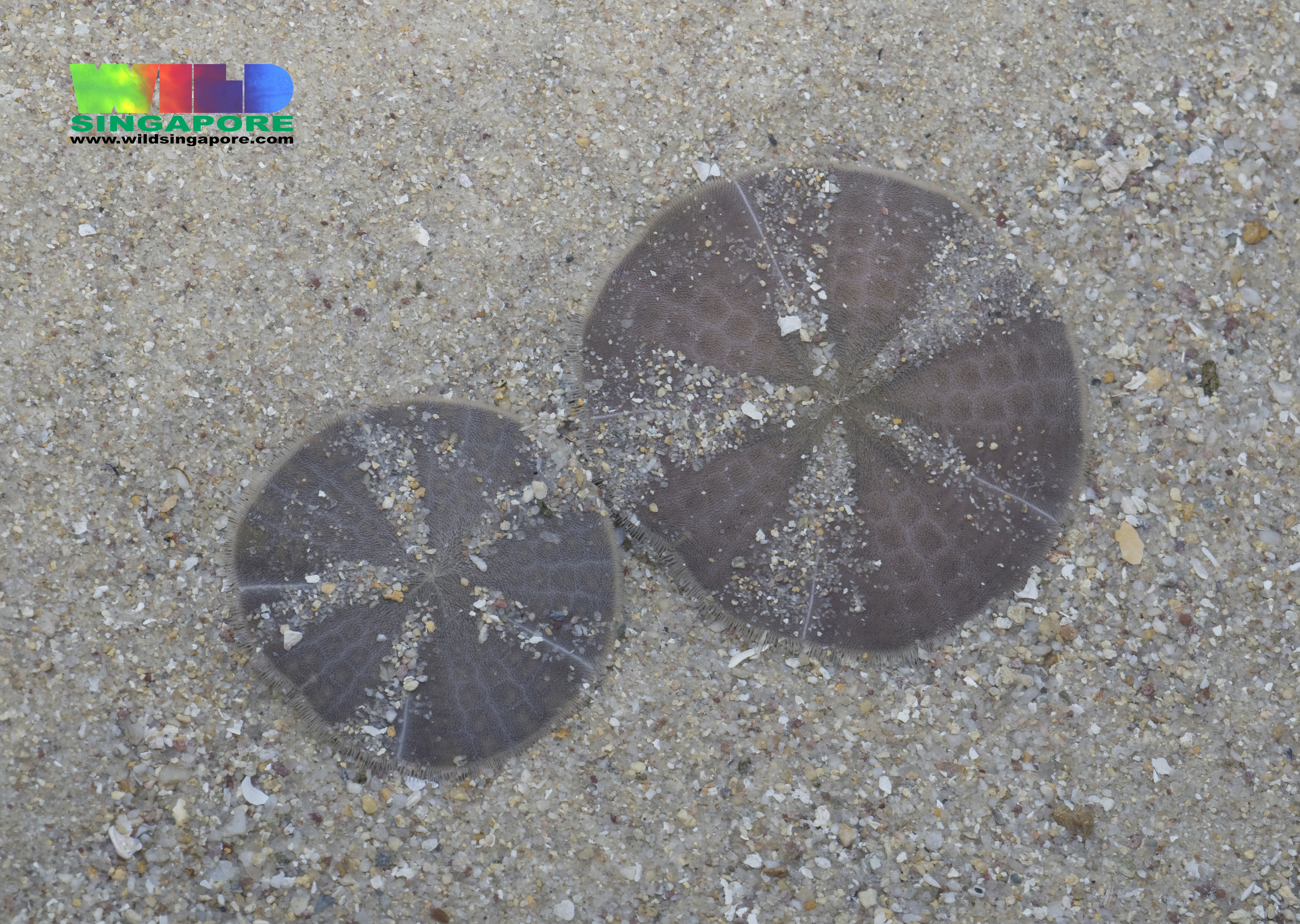
Arachnoides placenta
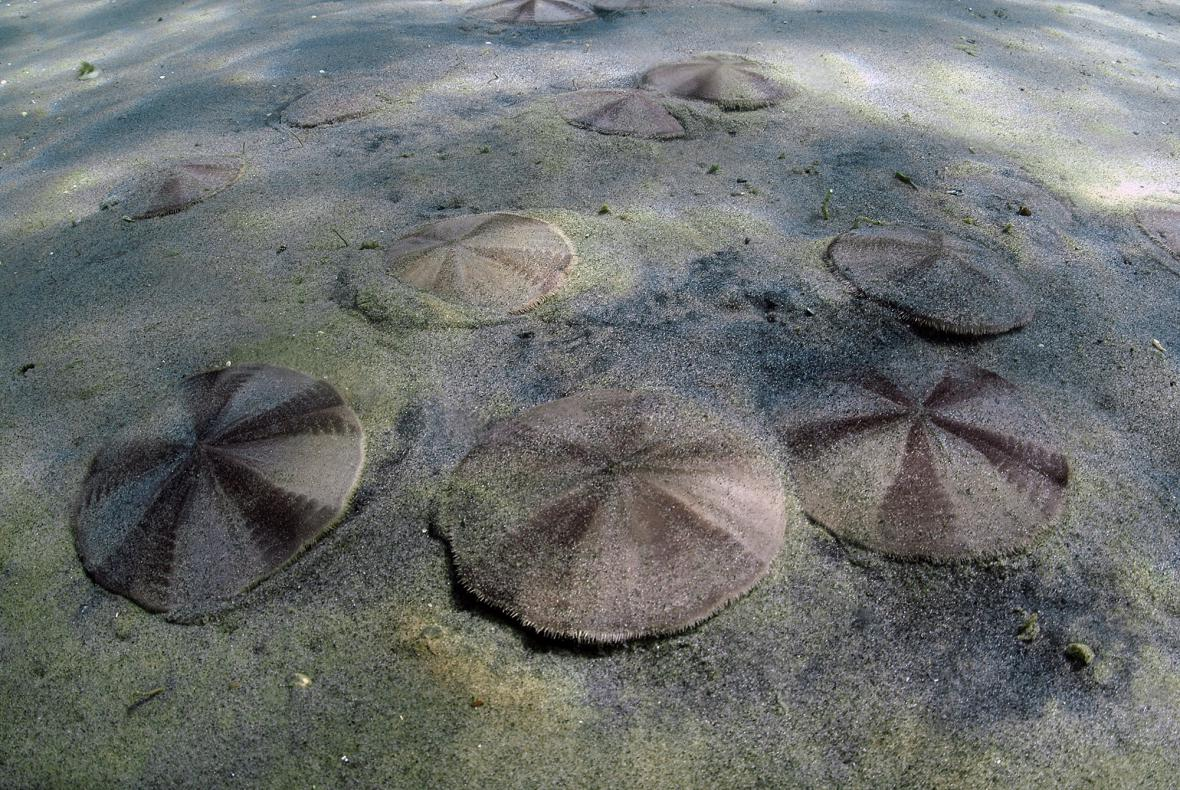
Fellaster zelandiae
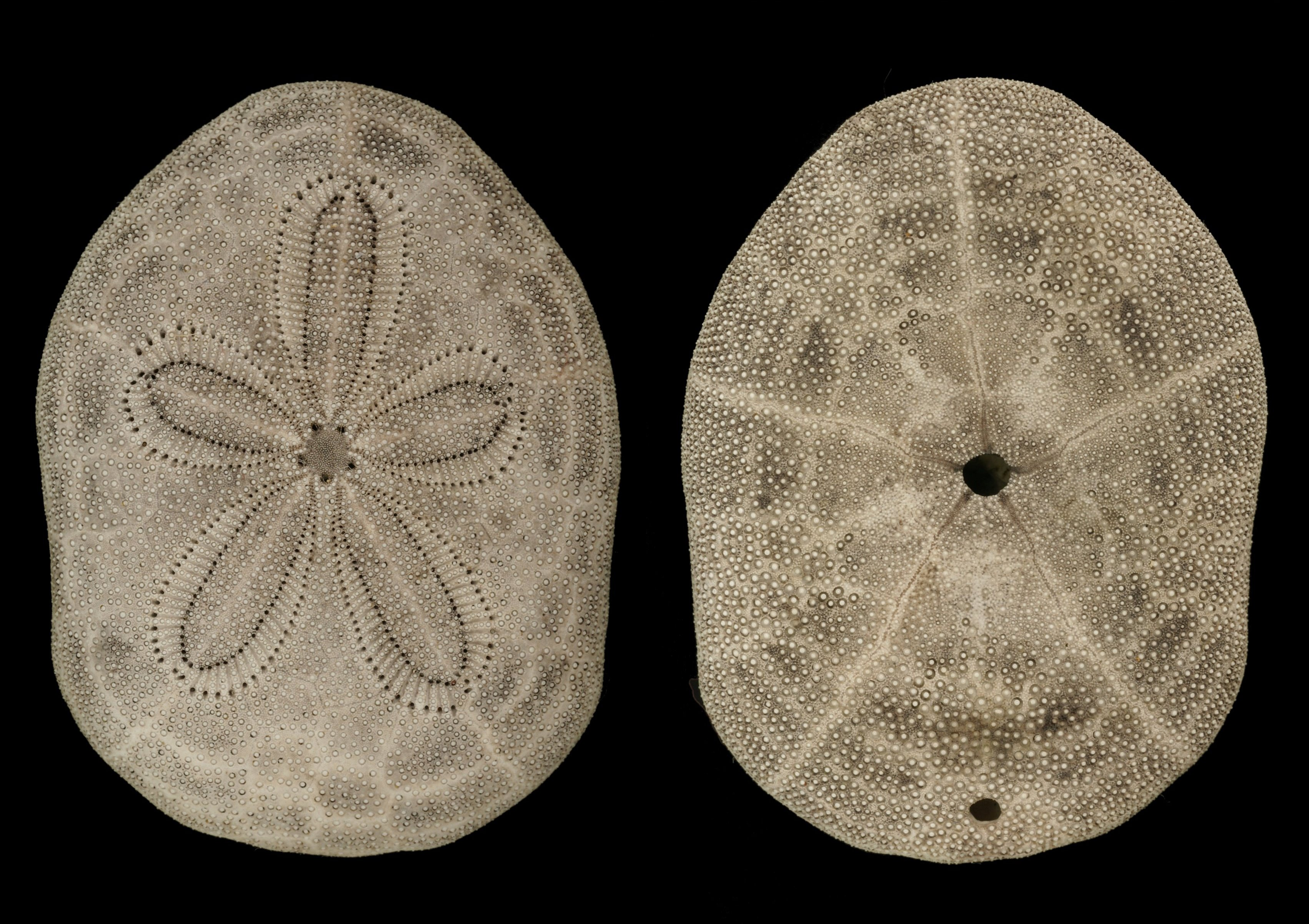
Test de Clypeaster reticulatus (deux faces)